# Lepanthes schizocardia
Lepanthes schizocardia är en orkidéart som beskrevs av Carlyle August Luer. Lepanthes schizocardia ingår i släktet Lepanthes och familjen orkidéer.
Artens utbredningsområde är Panamá. Inga underarter finns listade i Catalogue of Life.